# Carlos Infante
Carlos Jesús Infante Figueroa (Nezahualcóyotl, 14 de febrero de 1982) es un futbolista mexicano retirado. Jugaba como volante y su primer equipo fue el Club América. También militó en Tigres, así como en equipos inferiores hasta llegar al Necaxa, con quien descendería en la temporada 2008-2009. Se retiró en 2011 con el Club Reboceros de La Piedad de la Liga de Ascenso MX. 

## Clubes
| Club              | País   | Año       |
| ----------------- | ------ | --------- |
| América           | México | 2001-2003 |
| Tigres de la UANL | México | 2004      |
| Veracruz          | México | 2004-2005 |
| América           | México | 2005-2008 |
| Puebla            | México | 2009      |
| Veracruz          | México | 2010-2011 |
| C.F. La Piedad    | México | 2011      |

## Palmarés

### Campeonatos nacionales
| Título                     | Equipo  | País   | Año  |
| -------------------------- | ------- | ------ | ---- |
| Primera División de México | América | México | 2002 |

### Copas internacionales
| Título                          | Equipo  | País   | Año  |
| ------------------------------- | ------- | ------ | ---- |
| Copa de Gigantes de la Concacaf | América | México | 2001 |

- Datos: Q1647813